# Antoni Ignasi Cervera
Antoni Ignasi Cervera (spanisch Antonio Ignacio Cervera; * 1825 in Palma; † 1860 in Madrid) war ein spanischer Journalist, Autor, Verleger und Führer der Arbeiterbewegung in Spanien.

## Leben
Cervera gründete in Madrid im Jahre 1846 in Zusammenarbeit mit Francisco Pi i Margall eine der ersten Arbeiterbewegungen in Spanien. Die Escuela del Trabajo, institució de cultura obrera, (Schule der Arbeiter) setzte sich dafür ein, eine Organisation der einfachen Lohnarbeiter gegen die katastrophale Massenarmut zur Zeit der Frühindustrialisierung zu bilden, denn in dieser Zeit war in Spanien eine breite Bevölkerungsschicht kaum noch in der Lage, für das eigene Auskommen zu sorgen. Es waren die Jahre der gesellschaftlichen Auflösungserscheinungen wie Unruhen, Epidemien und Verwahrlosung der einfachen Arbeiterschicht.
1851 gab Cervera eine Zeitung heraus, die alle vierzehn Tage erschien mit dem Namen „Der Mitarbeiter“. Der El Trabajador sollte dabei die Förderung und Schaffung von Partnerschaften zwischen Arbeitnehmer und Arbeitgeber ermöglichen. Die damalige Regierung unter Isabella II. verbot die Zeitung und auch die Schule wurde geschlossen. Cervera versuchte es jedoch unter verschiedenen Namen weiter. 1849–1851 war er eine der treibenden Kräfte bei der Gründung der Demokratischen Partei Partit Democràtic innerhalb der Fraktion des sozialistischen Militärs. 1854 erschien unter seiner Feder eine weitere Zeitschrift La Hoja de las Barricadas und zusammen mit Fernando Garrido Tortosa folgte 1855 das Blatt La Voz del Pueblo (Stimme des Volkes). Angesichts erneuter Schwierigkeiten mit der Regierung gründete er mit seinen Freunden eine geheime Gesellschaft Societat secreta republicana El Falansterio. Die Republikanische Gesellschaft war vor allem in Andalusien, Valencia und Asturien sehr aktiv und mit rund 80.000 Mitgliedern die stärkste Arbeiterbewegung dieser Zeit in Spanien.
Antoni Ignasi Cervera verstarb im Alter von 35 Jahren in Madrid.

## Publikationen
Kurz vor seinem Tode erschien eine umfangreiche Schrift mit dem Titel: La extinción del pauperismo worin Antoni Cervera den Pauperismus und seine Folgen im Zusammenhang des schnellen Bevölkerungswachstum bei stagnierendem Produktivitätszuwachs in Verbindung der Agrarkrise mit Missernten beschrieb.